# 岩城橋

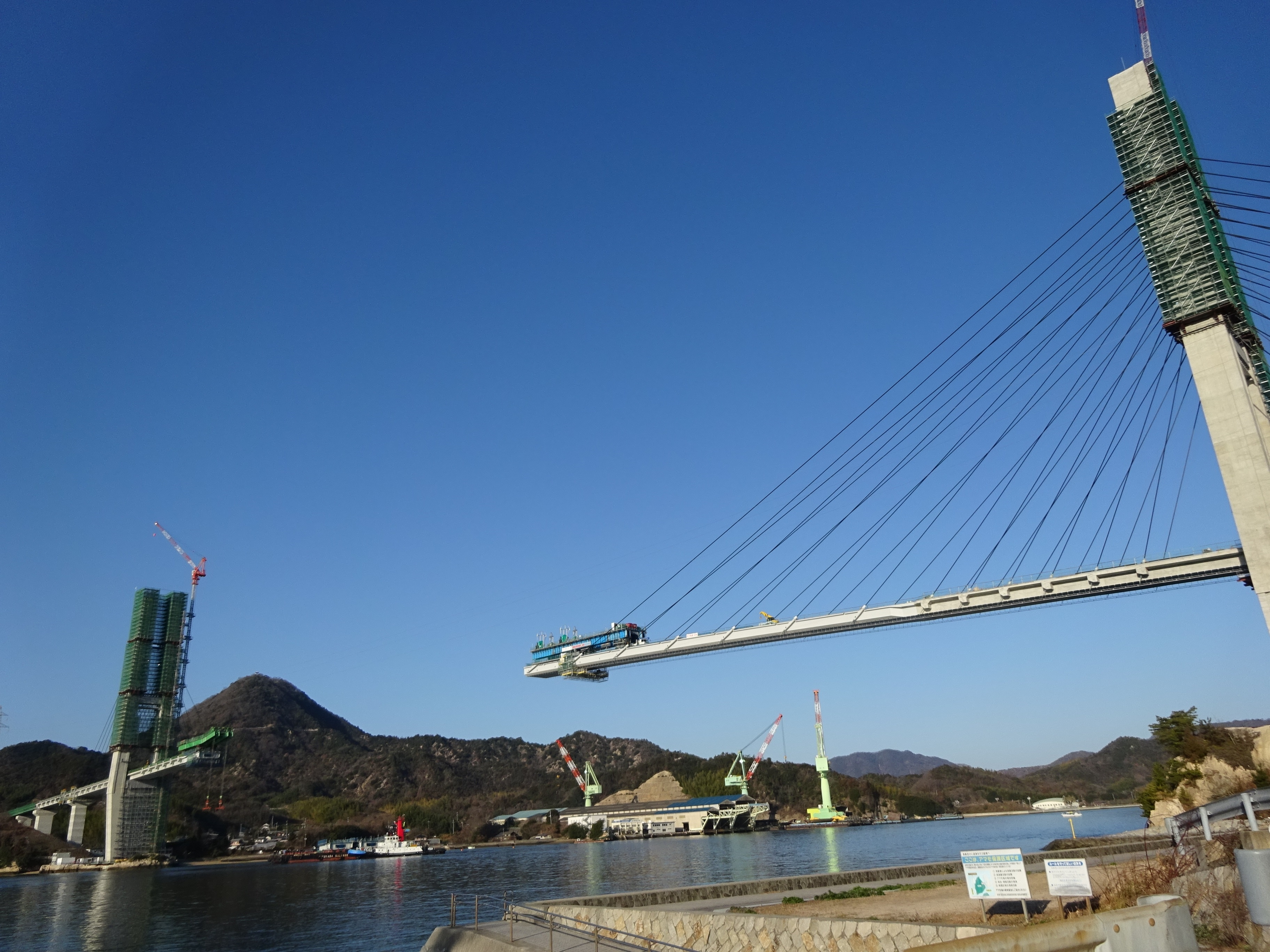
建設中の岩城橋（2020年）

岩城橋（いわぎばし）は、愛媛県越智郡上島町の瀬戸内海に架かり、生名島と岩城島を結ぶ愛媛県道338号岩城弓削線の橋長916 m（メートル）の斜張橋。

## 概要
岩城弓削線の上島架橋の3橋のうち、最後に残った生名島と岩城島を結ぶ橋である。3橋の中で最大の規模であり、支間長475m、主塔高137.5mを誇る。
なお、しまなみ海道の因島と生口島の東側を囲むように点在する4つの島「岩城島・生名島・佐島・弓削島」を結ぶサイクリングロードは「ゆめしま海道」と呼ばれており、岩城橋ができることで岩城島にも自転車で渡れるようになった。

### 本体橋
- 道路規格 - 第3種第4級
- 設計速度 - 30 km/h
- 形式 - 鋼・コンクリート混合5径間連続斜張橋
- 活荷重 - B活荷重
- 橋長 - 735.000 m
  - 支間割 - (53.800 m + 75.000 m +475.000 m + 75.000 m + 53.800 m)
  - 鋼桁部 - 中央351.000 m
- 幅員
  - 有効幅員 - 7.50 m
  - 車道 - 7.50 m
    - 車線幅 - 2.75 m
- 主塔 - 鉄筋コンクリート（直接基礎）
  - 主塔高 - 137.500 m（岩城側3P）、135.500 m（生名側4P）
- 下部工 - 張出し式橋脚（直接基礎1P、深礎杭基礎2P・5P・6P
- 縦断勾配 - 5.0 % - −5 %
- 横断勾配 - 1.5 % - −1.5 %
- 施工 - 鹿島建設・エムエムブリッジ・富士ピー・エス特定建設共同企業体（その1工事）、三井住友建設・三井住友建設鉄鋼エンジニアリング[注釈 1]・昭和コンクリート工業特定建設（その2工事）
- 架設工法 - 固定支保工架設工法、張出し架設工法、フローティング架設工法、エレクションノーズ架設工法

### 岩城側取付高架橋
- 形式 - PC4径間連結コンポ桁橋
- 橋長 - 140.5 m
  - 支間割 - (4×35.125 m)
- 下部工 - 逆T式橋台（深礎杭基礎）、張出し式橋脚（直接基礎）

### 生名側取付高架橋
- 形式 - PC単純コンポ桁橋
- 橋長 - 40.500 m
- 下部工 - 逆T式橋台（深礎杭基礎）

## 歴史
2004年（平成16年）に上島諸島の離島が合併して成立した上島町では町内の4島を結ぶ上島架橋事業が進められており、弓削島と佐島を結ぶ弓削大橋が1996年（平成8年）、佐島と生名島を結ぶ生名橋が2011年（平成23年）に開通した。
残る岩城橋工区は愛媛県により2013年度（平成25年度）に着手された。
2022年（令和4年）3月20日に上島架橋の総事業費の半数以上を占める183億を費やして岩城橋を含む岩城橋工区の延長約2.0 kmが開通した。これにより岩城弓削線は全線開通となった。
開通に伴って弓削海上タクシーの弓削島弓削港 - 因島土生港 - 岩城島長江港の航路と岩城汽船の岩城島岩城港 - 長江港 - 土生港の航路が3月19日に廃止され、長江フェリーの土生港 - 長江港の航路も3月31日をもって廃止された。
開通から約2年近くが経過した2023年11月になって、17本の照明柱のうち12本に亀裂が生じていることが判明し、亀裂のないものも含め照明柱は撤去された。原因は橋に吹く風が起こす「渦励振（うずれいしん）」により金属疲労が進んだためとみられている。愛媛県では2024年7月から8月にかけて復旧工事を実施した。

## 設計
道路線型は3案から両島の岬先端を直線で結ぶルートが選定された。橋梁形式はコンクリート桁の自重により端部への負応力の回避が可能で側径間の短縮が可能な鋼・コンクリート混合斜張橋が選定された。主塔位置は海峡部は流速が速く施工性、経済性、維持管理性を考慮して主塔を岬先端の陸上部に設置することとして中央支間長が475 mとなり、側径間端部に負応力の発生しない支間を定めて橋長が735 mとなった。
混合斜張橋では側径間をPC桁、中央径間は全てに鋼桁としたものが多いが本橋では主塔を陸上部にしたことから水深が浅い箇所では海上架設に困難があった。このため、中央径間をすべて鋼桁とした第1案と、鋼桁とPC桁をバランスさせた第2案、第3案を比較検討した。第2案と第3案の差異は鋼桁長の長さであり、鋼桁長が短い第2案が軽量となり3案中最も経済性、施工性で優れることから第2案が採用された。
主塔位置は地質の良い岩盤であったことから経済性に優れるRC主塔を採用した。架設位置は狭小で主塔柱間隔を狭くする必要があったことからH形主塔を採用した。斜材定着部は日本国内で採用実績が乏しいものの、経済性と維持管理性に優れた斜材からの応力をコンクリート内のPC鋼材で負担する構造とした。水平材は主塔の変形を抑制する部材であるが地震時以外には機能を期待せず、地震時にエネルギーを吸収して曲げ破壊がおこるように設計された。
岩城橋は中央径間が長く幅員が狭いことからたわみやすく耐風安定性をよく考慮する必要があった。設計風速は46.6 m/sとして、これより小さい風速では発散振動を生じないようにした。検討の結果、鋼桁部に主桁下面の角切り、風振動制御板、床版突出板を設置することになった。
維持管理性などを考慮してPC桁・鋼桁ともに桁高は余裕ある2.50 mで統一し、PC桁が2室構造、鋼桁が1室構造としてある。

## 施工
施工は上下部工一体で、岩城島側のその1工事を鹿島・MMB・富士ピー・エスJVが、生名島側のその2工事を三井住友建設・三井住友建設鉄鋼エンジニアリング・昭和コンクリート工業JVが担当した。

### 下部工
主塔基礎の底版は3Pで橋軸方向35.0 m、橋軸直角方向25.0 m、厚さ5.0 m、4Pでは橋軸方向27.0 m、橋軸直角方向27.0 m、厚さ5.0 mである。橋脚は両側の充実部を接続する壁部からなる中空構造で、橋脚断面は3Pで橋軸直角方向が基部で16.0 m、頂部が23.0 m、高さ35.5 mとなり、4Pでは高さが33.5 mである。
マスコンクリートのひび割れ対策として、3Pでは底版を10層に分けて打設し第10層には膨張剤を添加した。また、3Pでは底版が海面より低いことから仮締切を行っている。4Pでは底版を8層に分けて打設した。橋脚についてもひび割れ抑制のため膨張剤添加や補強鉄筋配置、ポルトランドセメントの使用などを行った。また、塩害対策のため鉄筋は全てエポキシ樹脂塗装を行った。

### 主塔
主塔は鉄筋コンクリート製で中間部と頂部の2本の水平材を有するH形主塔である。。
主塔のひび割れ対策にも膨張剤添加と補強鉄筋によった。主塔では超高圧ポンポによってコンクリート打設を行った。斜材定着部は複雑な形状であることから固締め確認が可能なコンクリート打設の層割として、製作工場で斜材定着鋼管を取り付けてタワークレーンで吊り上げて架設した。

### PC桁
岩城橋は中央径間の中央351.0 mが鋼桁であり、その両側192.0 mがPC桁となる構造である。
PC桁は中央側の張出し架設と1P - 2P・5P - 6Pの側径間の固定支保工架設によった。柱頭部延長12 mの架設後、張出し架設部はブロック長4 mで片側14ブロック張出すものとして、4ブロック以降の偶数ブロックに斜材定着部を設けるものとした。偶数ブロック打設後、奇数ブロックの型枠セットと斜材の架設緊張をコンクリート打設前に実施した。張出し架設後に側径間を固定支保工架設により架設した。PC桁も塩害対策としてエポキシ樹脂塗装鉄筋を採用している。

### 鋼桁
接合桁は60 tを超えることから改造したワーゲンで架設した。架設後、PC桁との接合部間詰コンクリートを施工した。第1ブロックは台船からフローティングクレーンにより架設した。第2ブロック以降はエレクションノーズによる架設として架設を行い、2021年（令和3年）8月30日に閉合した。同年11月4日には地元小学生による渡り初めを行っている。